# Audrey Arno
 (janvier 2024).
Si vous disposez d'ouvrages ou d'articles de référence ou si vous connaissez des sites web de qualité traitant du thème abordé ici, merci de compléter l'article en donnant les références utiles à sa vérifiabilité et en les liant à la section « Notes et références ».
Audrey Arno (née le 7 mars 1942 à Mannheim et morte le 9 juin 2012 à Las Vegas) est une chanteuse et actrice allemande ayant fait carrière en France. Elle a participé à plusieurs films et enregistré plusieurs 45 tours sur le label d'Henri Salvador de 1959 à 1971.

## Biographie
Audrey Arno naît en 1942 en Allemagne.
Artiste de cirque de la célèbre famille des Medini, Audrey Arno s'oriente vers la chanson puis vers le cinéma. Elle enregistre cinq EP 45 tours sur le label Polydor, puis sept EP 45 tours sur le label Salvador-Rigolo d'Henri Salvador, deux EP 45 tours suivront chez RCA. En 1969, elle s'installe pendant une année entière au Restaurant-Spectacles de la Tour Eiffel, d'où sortiront sept EP 45 tours enregistrés durant les spectacles jumelés avec les artistes de passage. Elle obtient un certain succès en Italie et en Allemagne.
Elle joue dans le film Comment réussir en amour (1962) de Michel Boisrond avec Dany Saval, Jean Poiret, Michel Serrault, Roger Pierre et Jacqueline Maillan, où elle interprète, avec Eddy Mitchell et les Chaussettes Noires, Boing Bong. Elle joue également en 1964 dans Du grabuge chez les veuves de Jacques Poitrenaud avec Danielle Darrieux, Dany Carrel, Jean Carmet et Jean Rochefort.
Au début des années 1970, elle se rend à Las Vegas pour chanter dans le spectacle Moulin Rouge. Elle décède aux États-Unis à l'âge de 70 ans, après quelques années marquées par la maladie d'Alzheimer.

## Discographie

### En français

#### 45 tours EP
- 1961 : L’homme et la femme (Eddie Adamis - S. Vaissière - J. Lecannois) - Ah ! Quelle affaire (E. Guérin - Bernard Hilda - André Hornez) - Tu peux (André Paté - Fernand Bonifay) - Tu sais si bien (Norman Maine - Georges Liferman - Michel Rivgauche) - Polydor (21 768)
- 1961 : Printemps (Avril carillonne) (Francis Baxter - Guy Favereau) - Lorsque ma joie s’envole (J. Bernard - Pierre Saka) - Retour à Napoli (Hubert Giraud - Pierre Delanoé) - Calcutta (Tivoli mélodie) (H. Gaze - A. Nancey) - Polydor (21 780)
- 1961 : E’ vero (Frank Gérald - Pierre Delanoé - Nisa - U. Buidi) - Caroline est sympa ! (Yvon Alain - N. Dabadie) - Il passe dans mon cœur (J.-P. Pleyel - S. Vaissière - Eddie Adamis) - Tu as la touche (Chateauneuf - Roger Lucchesi) - Polydor (21 798)
- 1962 : Toute ma vie (Tower of strength) (Burt Bacharach - Georges Aber) - Le chemin de joie (André Borly - Daniel Hortis) - Viens twister (André Salvet - Claude Carrère - O. Pereiz) - Je traîne (Bernard Michel - Henri Salvador) - Polydor (21834)
- 1962 : La bosse à nova (Dampa - Maurice Vandair - Veldi) - Mon cœur fidèle (Francis Baxter - Guy Favereau) - Locomotion (Carole King - Georges Aber) - Le collège anglais (Teen Queen of the Week) (Bob Crewe - Georges Aber) - Polydor (27005)
- 1963 : Tu m’as manqué chéri (Bernard Michel / Henri Salvador) - Le soleil sans moi (Saturday sunshine) (Burt Bacharach / Hubert Ithier) - Partez tous mes amis (Everybody go home) (Carole King / Bernard Michel) - Ce merveilleux garçon (You lost the sweetest boy) (Lamont Dozier / Maurice Pon) -  Salvador / Philips (432.998 BE)
- 1963 : Le mal de leurs vingt ans (Maurice Pon / Henri Salvador) - Voilà mon erreur (Maurice Pon / Henri Salvador) - Comme je t’aime ! (Maurice Pon / Henri Salvador) - Fière de toi (Walking proud) (Carole King / Bernard Michel) - Salvador / Philips (434.852 BE)
- 1964 : Quand tu me fais la tête (Maurice Pon - Henri Salvador) - Quand nous étions copains (René Rouzaud - Henri Salvador) - Un cœur de bois (Maurice Pon - Henri Salvador) - Un matin magique (Maurice Pon - Henri Salvador) -  Rigolo / Vogue (RI 18 720)
- 1964 : Je sais qu’un jour (Maybe I know) (Jeff Barry - Claude Carrère - André Salvet) - N’en crois pas un mot (Maurice Pon - Henri Salvador) - Je ne veux pas changer (That’s the way boys are) (B. Raleigh - Vline Buggy) - Quelqu’un (Maurice Pon - Henri Salvador) - Rigolo / Vogue (RI 18.725)
- 1965 : Des roses rouges pour un ange blond (Red roses for a blue lady) (Roy Brodsky / Frank Gérald - Jacques Plante) - Mais c’est toi que j’aime (It’s you) (S. Foster / Bernard Michel) - Au bon vieux temps des chercheurs d’or (Maurice Pon - Henri Salvador) - Sois une lady (Act like a lady) (Don Randel / Maurice Pon) - Rigolo / Vogue (RI 18.730)
- 1965 : Les amours d'artistes (Bernard Michel – Henri Salvador) - Je danse (Gaston Ménassé - Henri Salvador) - Mac'Donald (Alan Bergman - Lew Spence - Pierre Fontaine) - Tu cries (Gaston Ménassé - Jacques Denjean) - Rigolo / Vogue (RI 18.735)
- 1966 : Flamingo (Anderson - Régine Vallée) - Je ne suis pas pire que les autres (Gisèle Molard - Henri Salvador) - Non, non, non (Jean Géral) - Shalom, shalom, shalom (Bernard Hilda - Ivan Jullien) - Rigolo / Vogue (RI 18.746)
- 1968 : Sur les ailes de l’amour (Up, up and away) (Frank Gérald - Jim Webb) - Don Juan, Casanova (Peggy Monclair - Jean-Claude Daigle) - C’est ici que je descends (Valley of the dolls), du film La Vallée des poupées (Eddy Marnay - André Prévin) - Caméléon (Jean-Claude Darnal - Jean-Daniel Mercier) - RCA Victor (87.059 M)
- 1969 : Si j’aime vivre (Michel Jourdan - Armand Canfora) - La rivière (André Pascal - Christian Sarrel) - Quand Jean-Paul rentrera (Jean Schmitt - Jean Mercadier) - Ce soir mon cœur est amoureux (Yvon Bertin - Jean-Yves Gran) - RCA Victor (87.085 M)

#### 45 tours SP
- 1961 : Retour à Napoli / La Pachanga (Davidson - Eigel) - Polydor - 66169
- 1962 : La Bosse À Nova / Mon Cœur Fidèle - Polydor – 66245
- 1963 : Tu M’As Manqué Chéri	/ Partez Tous Mes Amis - Disques Salvador – B 373.225 F
- 1963 : Ce Merveilleux Garçon / Le Soleil Sans Moi - Disques Salvador – B 373.226 F
- 1963 : Le Mal De Leurs Vingt Ans / Fière De Toi - Disques Salvador – B 373.290 F
- 1963 : Comme Je T’Aime / Voilà Mon Erreur - Disques Salvador – B 373.304 F
- 1965 : Au Bon Vieux Temps Des Chercheurs D’Or / Sois Une Lady - Rigolo – RI 10 027
- 1968 : C'est Ici Que Je Descends / Sur Les Ailes De L'Amour - RCA – 57-5855
- 1969 : Quand Jean-Paul Rentrera / Ce Soir Mon Coeur Est Amoureux - RCA Victor – 49.054

#### 45 tours SP série "La Tour Eiffel s'amuse"
- 1970 : Audrey Arno La Tour Eiffel s'amuse (Serge Plegat – Jean Sala - Daniel Samson) / Max Fournier Les Mouettes et la mer - Tour Eiffel – TE 1889
- 1970 : Audrey Arno La Tour Eiffel s'amuse / Michel Delpech Un Coup de pied dans la montagne, Je suis pour - Tour Eiffel – TE 1890
- 1970 : Audrey Arno La Tour Eiffel s'amuse, Quand Jean-Paul rentrera / Gougoush J'entends crier je t'aime - Tour Eiffel – TE 1892
- 1970 : Audrey Arno La Tour Eiffel s'amuse, Sur les ailes de l'amour / Virginia Vee The Day That The Rain Came Down - Tour Eiffel – TE 1893
- 1970 :  Audrey Arno La Tour Eiffel s’amuse, Si j’aime vivre / Albert Raisner Doina-Hora - Tour Eiffel – TE 1894
- 1970 : Audrey Arno La Tour Eiffel s'amuse, Au bon vieux temps des chercheurs d'or / Nancy Holloway Désappointée - Tour Eiffel – TE 1895
- 1970 : Audrey Arno La Tour Eiffel s'amuse, Les Amours d'artistes / Nicole Croisille Toi sans moi - Tour Eiffel – TE 1896

### En italien

#### 45 tours SP
- 1961 : La Pachanga (Davidson - Pallesi) / L'Amore e' cosa seria (Giraud - Pallesi) - Polydor - 66559
- 1964 : Si dice sempre sono giovani (Le Mal de leurs vingt ans) (Mogol - Salvador) / Per questo sbagliai (Voilà mon erreur) (Pallacicini - Salvador) - Ariston Records – AR/020
- 1965 : Prima o poi (Amurri -  Pallacicini - Ferrari) / Più amici diventiamo (Bonagura - Coppola - Guarnieri) - Ariston Records – AR/031
- 1965 : Alto come me (C'est bien joli d'être copains) (Beretta - Jacques Revaux) / Perche' fai così' (N’en crois pas un mot) (Califano - Lauzi - Salvador) - Ariston Records – AR/047
- 1966 : Quattro piccoli soldati (Un, deux, trois petits soldats) (Testa - André Tissot) / I ragazzi dal bacio facile (You can’t blame a girl for trying) (Beretta- Barbara Ruskin) - Ariston Records – AR/0129
- 1967 : Op-la' (Califano - Ovale) / I ragazzi dal bacio facile (You can’t blame a girl for trying) - Ariston Records – AR/0184

#### 45 tours EP
- 1965 : Prima o poi / Più amici diventiamo / Si dice sempre sono giovani (Le Mal de leurs vingt ans) / Per questo sbagliai (Voilà mon erreur) - Vergara (301 XC)

### En allemand

#### 45 tours SP
- 1959 : Frei sein - Frei sein (Kiss Me - Kiss Me) (Danell - Lach) / Der letzte Bus (Midnight Bus) (John D. Loudermilk - Lach) - Polydor – 24080
- 1960 : Audrey Arno et le Hazy Osterwald Sextett Paschanga (Davidson - Bartels) / Audrey Arno Bei Mir Ist Nix Amore So Beim Vorübergehn (Gietz - Feltz) - Polydor – 24 396
- 1961 : Audrey Arno et le Hazy Osterwald Sextett Wieder Mal Paschanga (Davidson - Bartels) / Audrey Arno Eine Wunderbare Reise (Gietz - Feltz) - Polydor – 24 521
- 1963 : Mulero bossa nova (Bossa nova ist da) (Lobo - de Oliveira - Siegel) / Willst du mein Boy-friend sein (Le Collège anglais) (Teen Queen of the Week) (Bob Crewe - Schwabach) - Polydor – 52 004
- 1963 : Bitte Bleib' Doch Bei Mir (Menke - Dalli - Piro) / Limbo Italiano (Menke - Allen - Merrell) -Polydor – 52 098
- 1971 : Ich bin ein Kind von Traurigkeit (Horst Mand) / Adios Mexico (Mexico Adios) (Mac Gillard - Danpa - Rolf Piro) - Vogue Schallplatten – DV 11197

#### 45 tours EP
- 1961 : Audrey Arno et le Hazy Osterwald Sextett Paschanga / Audrey Arno Bei Mir Ist Nix Amore So Beim Vorübergehn / Audrey Arno et le Hazy Osterwald Sextett Wieder Mal Paschanga / Audrey Arno Eine Wunderbare Reise - Polydor - 21 907

### En anglais

#### 45 tours SP
- 1961 : A Gypsy Loved Me (Le Gitan et la fille) (Georges Moustaki - Milt Gabler) / Come Back Home To Roma (Rod McKuen - Joan Whitney - Alex Kramer) - Decca Records – DGG-66828

### Miscellanées d'Audrey
- 1962 : Les Chaussettes Noires & Eddy Mitchell avec Audrey Arno : Boing Bong (Maurice Falconnier - Marc Taynor - Georges Garvarentz) (BOF Comment réussir en amour de Michel Boisrond) - Dans ce film Audrey interprète le rôle de Gillian et chante ce titre aux côtés d'Eddy et ses Chaussettes - Disponible sur le SP Barclay 60350, le EP Barclay 70 469, le LP Barclay 80 187 (réédition 076070-0) et le CD Barclay 2772674
- 1968 : Audrey Arno en espagnol : En las Alas del Amor (Sur les ailes de l’amour) (Up, up and away) et El Valle de las Muñecas (C’est ici que je descends) (Valley of the dolls) (du film "La vallée des poupées") - Ces 2 versions ont été interprétées par Audrey à l'occasion d'un show TV. La video de ces 2 titres jamais gravés sur disque est disponible sur internet
- 1969 : Audrey Arno : I Love Paris, je t'aime - Cette version anglo-française du classique de Cole Porter a été interprétée par Audrey à l'occasion d'un show TV. La video de ce titre jamais gravé sur disque est disponible sur internet